# فرودگاه ویلسون ران
فرودگاه ویلسون ران  (به انگلیسی: Willow Run Airport) یک فرودگاه همگانی با کد یاتا YIP است که یک باند فرود سنگفرش دارد و طول باند آن ۲۰۲۸ متر است. این فرودگاه در کشور ایالات متحده آمریکا قرار دارد و در ارتفاع ۲۱۸ متری از سطح دریا واقع شده است.